# آيزك ستالوورث
آيزك ستالوورث (بالإنجليزية: Isaac Stallworth)‏ مواليد 18 يناير 1950 في هارتسيل، هو لاعب كرة سلة أمريكي معتزل. بدأ مسيرته الاحترافية في سنة 1972. تم اختياره من قبل فريق سياتل سوبرسونيكس خلال الدرافت. حمل الرقم 15. يبلغ طوله 6 قدم 5 بوصة (2.0 م). لعب كرة السلة الجامعية في جامعة كانساس. اعتزل اللعب في 1977. لعب مع سياتل سوبرسونيكس ويوتا جاز.

## روابط خارجية
- آيزك ستالوورث على موقع إن بي أي (الإنجليزية)
- آيزك ستالوورث على موقع سبورتس رفرنس (الإنجليزية)
- آيزك ستالوورث على موقع كلية كرة السلة في سبورتس رفرنس.كوم (الإنجليزية)
- آيزك ستالوورث على موقع ريلجم (الإنجليزية)
- آيزك ستالوورث على موقع بروبوليرز (الإنجليزية)
- آيزك ستالوورث على موقع قاعة كنساس للمشاهير الرياضية (مؤرشف) (الإنجليزية)